# فیروز زنوزی جلالی
فیروز زنوزی جلالی (۱ آبان ۱۳۲۹ در خرم‌آباد – ۵ اردیبهشت ۱۳۹۶ در تهران) نویسندهٔ معاصر و منتقد ادبی ایرانی بود. وی کار خودرا با مقالاتی در مجله فردوسی آغاز نمود و بعد از انقلاب شروع به عرضه آثارش در قالب مجموعه داستان نمود. از آثارش می‌توان به مردی با کفشهای قهوه ای و رمان‌های برجستهٔ مخلوق، قاعدهٔ بازی و برج ۱۱۰ اشاره نمود.
در کارنامهٔ او مجموعه‌ای منسجم از نقدهای جدی بر آثار ادبی و داستانی احمد محمود تحت عنوان باران بر زمین سوخته نیز وجود دارد.

## زندگی
فیروز زنوزی جلالی، در یکم آبان سال ۱۳۲۹ در خرم‌آباد زاده شد.
پدرش نظامی بود و به همین سبب بارها از شهری به شهری دیگر نقل مکان می‌کردند. جلالی به همراه خانواده‌اش در سال‌های پایانی دبستان به تهران می‌آیند و تا پایان دوران دبیرستان در تهران می‌مانند.

او در ۲۰ سالگی به بوشهر می‌رود و به عضویت نیروی دریایی درمی‌آید و چنان‌که خود نوشته‌است: 
«همان وقت و در همان‌جا بود که از رنج واقع ناگزیر تن به سحر قلم و تخیل سپردم و اولین داستانم «یک لحظه بیش نیست» را نوشتم و برای مجله «فردوسی» فرستادم.
 این داستان که در مجله منتشر شد او را به شکل جدی وارد فضای داستان‌نویسی کرد.»

## آثار
وی در زمینه‌های مختلف هنری صاحب آثار متعدّد است.

### نمایش‌نامه
«مثنوی کوچه»(۶۹)، «درختی در برزخ» (۷۰)، «غریبه»(۷۱)، «فاجعهٔ نوزدهمین»(۷۲)، «تیغ برپشت»(۷۳)، «سلطان و کاتب»(۷۴)، «نماز»(۷۵)، «جُنگ‌های هنری دریا»(۷۶) و…

### فیلم‌نامه
«شور وشیرین»، «این کوچولوی پُردَردِ سر» (طنز).

### فیلم سینمایی
«آینه و مرداب» و «آلفا هنوز زنده است».

### نقد
«باران بر زمین سوخته»: بررسی و نقد داستان یک شهر، درخت انجیر معابد، مدار صفر درجه، آدم زنده از نویسنده فقید احمد محمود (تهران، تندیس، ۱۳۸۶، چاپ اول)، «آسیب‌شناسی ادبیات داستانی معاصر».

### مجموعهٔ داستان‌های کوتاه
- سال‌های سرد (۶۸)
- خاک و خاکستر(۶۹)
- «روزی که خورشید سوخت»(۷۰)
- «مردی با کفش‌های قهوه‌ای»(۷۳) ـ برندهٔ دیپلم افتخار «۲۰سال ادبیات داستانی انقلاب اسلامی»، «اسکاد روی ماز»۵۴۳(۷۶)، «حضور»(۷۶)، «سیاه بمبک»(۷۷)، «گزیدهٔ ادبیات معاصر» (تهران، نیستان، ۱۳۷۸، چاپ اول) ـ زنوزی ۷ داستان منتخب خود را در این اثر فراهم آورده‌است: شکلات، فتّاح، سیاه بمبک، روزی، مثل بقیّهٔ روزها، داوودی‌ها، مسوّده، روزی که خورشید سوخت.

### رمان و داستان بلند
«مخلوق»(۷۹) ـ برندهٔ دیپلم افتخار از بنیاد شهید. این رمان را عبدالعلی دستغیب در کتاب از دریچهٔ نقد با عنوان «قهرمان داستان در جدال با نویسنده» بررسی و تحلیل کرده‌است.
«قاعدهٔ بازی»(۸۶) که برندهٔ جایزهٔ «جشنوارهٔ دوسالانهٔ قلم زرّین» و اثر برگزیدهٔ بخش رمانِ «جایزهٔ جلال آل احمد» گردید.
«توپ پاشنه، سمت ساعت دو!» عنوان قصهٔ اول از یک داستان بلند ۳ قصه‌ای باموضوع جنگ دریاییِ خرمشهر در روزهای آغازین جنگ تحمیلی است. قصهٔ دوم این داستان بلند با عنوان «سکّان، سمت، میانهٔ اروند» نیز در مراحل چاپ قرار دارد و قصهٔ سوم این اثر با عنوان «خرمشهر، خرمشهر» در حال نوشته شدن است. این رمان ۳ قصه‌ای، بازسازی خاطرات زنونی از جنگ‌های آغازین دریایی در اروند ـ به هنگامی که وی کمیسر دریایی ناوچه‌های ۶۵ نیروی دریایی بوده ـ می‌باشد.
عمده‌ترین مضامین داستان‌های جلالی جنگ، فقر و شوربختی مردم و اندوه و محنت انسان‌های دردمند است.

## جوایز
فیروز جلالی در سال ۱۳۸۷ جایزه ادبی جلال آل‌احمد را برای رمان قاعده بازی دریافت کرد. وی همچنین برنده جایزه قلم زرین شده‌است.

## درگذشت
جلالی از زمستان ۱۳۹۴ دچار بیماری سرطان ریه شده بود. شیمی درمانی وی در ۲۹ فروردین ۱۳۹۶ به خاطر وخامت حال متوقف شد و در صبح روز ۵ اردیبهشت ماه ۱۳۹۶ در بیمارستان درگذشت.